# Jaime Sarlanga
Jaime Sarlanga (Tigre, 24 de febrero de 1916-Buenos Aires, 23 de agosto de 1966), conocido por su apodo «Piraña», fue un futbolista argentino que se desempeñaba en la posición de delantero. Es el quinto máximo goleador en la historia de Boca Juniors.
Es considerado uno de los ídolos más grandes en la historia de Boca Juniors, donde logró ser un jugador con estampa goleadora, sus características principales eran su buen manejo de la pelota y una sutil y muy precisa definición, estilo que, décadas anteriores, no se habían acostumbrado en el club, debido a que el centrolantero solía tener un disparo muy potente como fue el caso de Domingo Tarasconi y Francisco Varallo.
Con la institución Xeneize logró conquistar un total de 8 títulos y es el 5° máximo goleador en la historia del club de la ribera, solo por detrás de Martín Palermo, Roberto Cherro, Francisco Varallo y Domingo Tarasconi.

## Historia

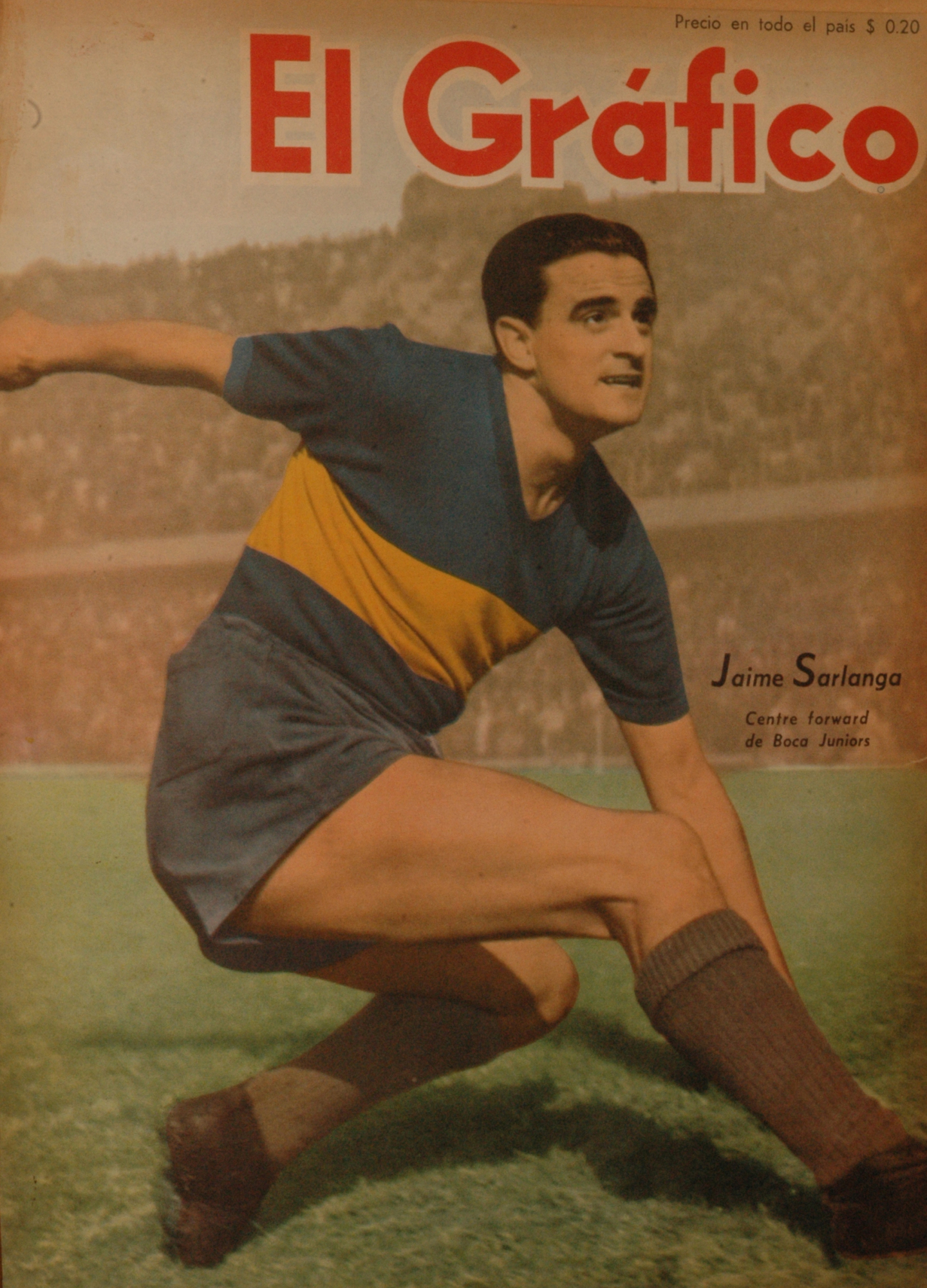
Sarlanga jugando para Boca Juniors en 1946.

Se destacó en Boca Juniors, club con el que jugó 193 partidos y convirtió 115 goles, ganando 8 títulos en la década de 1940 además de convertirse en unos de los cinco máximos goleadores del club en toda su historia.
Surgido de las divisiones inferiores de Tigre, club con el que debutó en la Primera División de Argentina. Pasó luego a Ferrocarril Oeste, en donde jugó 80 partidos y convirtió 47 tantos.
Llegó a Boca Juniors en 1940 y salió campeón en ese mismo año, convirtiendo 24 goles en 30 partidos. En 1943 volvió a ser el goleador con 22 goles en 28 partidos. En el bicampeonato en 1944 hizo 11 goles en 21 encuentros. Su obra cumbre, sin embargo, fue el 6 de abril de 1941, cuando convirtió seis tantos (dos de penal) en un 7-2 ante Atlanta.
Se fue de Boca en 1949 pasando a Gimnasia y Esgrima La Plata.
Después de retirarse intentó ser técnico, donde dirigió a Boca Juniors, pero no funcionó y abandonó la carrera.

## Vida personal
Aunque mantuvo una vida privada discreta, se sabe que contrajo matrimonio y tuvo descendencia, entre ellos su nieto, Juan Pablo Sarlanga, que hoy es un empresario argentino.

## Homenajes
A modo de tributo, su apellido inspiró una serie de animación llamada Juanca, Merengue y Urca , en un portal web precisamente llamado Sarlanga.

## Club Atlético Piraña
Como dato curioso, el 12 de septiembre de 1942 se fundó el Club Piraña, en homenaje a él (su primer presidente fue Alcides Solé, amigo de Sarlanga).

## Trayectoria
| Club                        | País      | Período   |
| --------------------------- | --------- | --------- |
| Tigre                       | Argentina | 1934-1936 |
| Ferrocarril Oeste           | Argentina | 1937-1939 |
| Boca Juniors                | Argentina | 1940-1949 |
| Gimnasia y Esgrima La Plata | Argentina | 1949-1950 |

## Estadísticas
Datos actualizados al fin de la carrera deportiva.
| Tigre Argentina |               |               |     |     |    |    |   |     |     |     |
| 1.ª | 1934          | 3             | 1   | 1   | 1  | -  | - | 4   | 2   |     |
| 1.ª | 1935          | 4             | 3   | -   | -  | -  | - | 4   | 3   |     |
| 1.ª | 1936          | 1             | 0   | -   | -  | -  | - | 1   | 0   |     |
| 1.ª | Total club    | 8             | 4   | 1   | 1  | 0  | 0 | 9   | 5   |     |
| Ferro Carril Oeste Argentina |               |               |     |     |    |    |   |     |     |     |
| 1.ª | 1937          | 18            | 15  | -   | -  | -  | - | 18  | 15  |     |
| 1.ª | 1938          | 32            | 26  | -   | -  | -  | - | 32  | 26  |     |
| 1.ª | 1939          | 30            | 6   | -   | -  | -  | - | 30  | 6   |     |
| 1.ª | Total club    | 80            | 47  | 0   | 0  | 0  | 0 | 80  | 47  |     |
| Boca Juniors Argentina |               |               |     |     |    |    |   |     |     |     |
| 1.ª | 1940          | 30            | 24  | 1   | 1  | 1  | 0 | 32  | 25  |     |
| 1.ª | 1941          | 17            | 18  | 1   | 0  | -  | - | 18  | 18  |     |
| 1.ª | 1942          | 21            | 11  | 2   | 0  | -  | - | 23  | 11  |     |
| 1.ª | 1943          | 28            | 21  | 1   | 0  | -  | - | 29  | 21  |     |
| 1.ª | 1944          | 21            | 12  | 5   | 3  | -  | - | 26  | 15  |     |
| 1.ª | 1945          | 26            | 14  | 7   | 5  | 2  | 3 | 35  | 22  |     |
| 1.ª | 1946          | 25            | 5   | 4   | 2  | 2  | 0 | 31  | 7   |     |
| 1.ª | 1947          | 16            | 4   | -   | -  | -  | - | 16  | 4   |     |
| 1.ª | 1948          | 9             | 5   | 1   | 1  | -  | - | 10  | 6   |     |
| 1.ª | Total club    | 193           | 114 | 22  | 12 | 5  | 3 | 220 | 129 |     |
| Gimnasia y Esgrima La Plata Argentina |               |               |     |     |    |    |   |     |     |     |
| 1.ª | 1949          | 14            | 2   | -   | -  | -  | - | 14  | 2   |     |
| 1.ª | 1950          | 10            | 4   | -   | -  | -  | - | 10  | 4   |     |
| 1.ª | Total club    | 24            | 6   | 0   | 0  | 0  | 0 | 24  | 6   |     |
| Total carrera | Total carrera | Total carrera | 305 | 171 | 23 | 13 | 5 | 3   | 333 | 187 |
| (1) Incluye datos de la Copa Dr. Carlos Ibarguren (1940, 1944), Copa Adrián C. Escobar (1941, 1942, 1943, 1944, 1946), Copa de Competencia Británica (1944, 1945), Copa de la República (1944, 1945, 1946), Copa de Competencia (1948). (2) Incluye datos de la Copa Aldao (1940), Copa de Confraternidad Escobar-Gerona (1945, 1946). (3) No incluye goles en partidos amistosos. |               |               |     |     |    |    |   |     |     |     |

### Selección nacional
| Selección | Año   | Amistoso | Amistoso | Total | Total |
| Selección | Año   | PJ       | G        | PJ    | G     |
| --------- | ----- | -------- | -------- | ----- | ----- |
| Argentina | 1939  | 2        | 1        | 2     | 1     |
| Argentina | 1940  | 1        | 1        | 1     | 1     |
| Argentina | 1942  | 1        | 0        | 1     | 0     |
| Argentina | 1943  | 3        | 3        | 3     | 3     |
| Argentina | Total | 7        | 5        | 7     | 5     |

### Resumen estadístico
| Competición            | Encuentros | Goles | Promedio |
| ---------------------- | ---------- | ----- | -------- |
| Primera División       | 305        | 171   | 0,56     |
| Copas nacionales       | 23         | 13    | 0,56     |
| Copas internacionales  | 5          | 3     | 0,60     |
| Selección de Argentina | 7          | 5     | 0,71     |
| Total                  | 340        | 192   | 0,56     |

## Palmarés

### Campeonatos nacionales
| Título                        | Equipo       | País      | Año  |
| ----------------------------- | ------------ | --------- | ---- |
| Primera División              | Boca Juniors | Argentina | 1940 |
| Copa Carlos Ibarguren         | Boca Juniors | Argentina | 1940 |
| Primera División              | Boca Juniors | Argentina | 1943 |
| Primera División              | Boca Juniors | Argentina | 1944 |
| Copa Carlos Ibarguren         | Boca Juniors | Argentina | 1944 |
| Copa de Competencia Británica | Boca Juniors | Argentina | 1946 |

### Campeonatos internacionales
| Título                 | Equipo       | Sede      | Año  |
| ---------------------- | ------------ | --------- | ---- |
| Copa de Confraternidad | Boca Juniors | Uruguay   | 1945 |
| Copa de Confraternidad | Boca Juniors | Argentina | 1946 |